# Aziz Akazim
 (janvier 2019).
Si vous disposez d'ouvrages ou d'articles de référence ou si vous connaissez des sites web de qualité traitant du thème abordé ici, merci de compléter l'article en donnant les références utiles à sa vérifiabilité et en les liant à la section « Notes et références ».
Aziz Akazim, né le 5 décembre 1993 aux Pays-Bas, est un acteur néerlandais.

## Filmographie

### Cinéma et téléfilms
- 2011 : Seinpost Den Haag (nl) : Ahmed Bouali
- 2012 : Snackbar (nl) : Chihuahua
- 2012 : Lijn 32 (nl) : Nadir Bezouh
- 2013 : Flikken Maastricht : Osman
- 2013 : Wolf (en) : La chauve-souris
- 2014 : A'dam - E.V.A. (nl) : Samih
- 2014 : Techno : Le dealer
- 2015-2017 : Vechtershart (nl) : Redouan
- 2015 : Mijn zoon is Jihadist : Mourad
- 2015 : We will never be royals (nl) (Geen Koningen in ons Bloed) : Delano
- 2015 : Force : Ciro
- 2017 : Moordvrouw : Steve Elloy
- 2018 : Mocro Maffia : Taliban
- 2019 : The Way To Paradise : Najib
- 2019 : De Belofte van Pisa (en) : Duivel